# Vénus Borghèse
La Vénus Borghèse est une sculpture romaine en marbre datant du IIe siècle, copie de l'original grec Aphrodite de Cnide. Auparavant dans la collection Borghèse, elle se trouve au musée du Louvre depuis 1863 grâce à son achat par Napoléon III en 1861. Le Cupidon et le dauphin qui l'accompagnent sont tous deux des attributs classiques de Vénus, mais sont probablement l'ajout du copiste romain. 

## Autres Vénus antiques au Louvre
Trois autres Vénus ont été acquises de la collection Borghèse en même temps, bien que les deux dernières soient beaucoup plus restaurées que celle ci : une Aphrodite au pilier, une Vénus en armes et une Vénus pudique. 